# Lista dolin księżycowych
Poniższa lista przedstawia wykaz największych dolin znajdujących się na powierzchni Księżyca.
| Nazwa              | Współrzędne selenograficzne            | Średnica (km) | Patron                     |
| ------------------ | -------------------------------------- | ------------- | -------------------------- |
| Vallis Alpes       | ☾ 48,5°N 3,2°E/48,500000 3,200000      | 166           | Dolina Alpejska            |
| Vallis Baade       | ☾ 45,9°S 76,2°W/-45,900000 -76,200000  | 203           | Walter Baade               |
| Vallis Bohr        | ☾ 12,4°N 86,6°W/12,400000 -86,600000   | 80            | Niels Bohr                 |
| Vallis Bouvard     | ☾ 38,3°S 83,1°W/-38,300000 -83,100000  | 284           | Alexis Bouvard             |
| Vallis Capella     | ☾ 7,6°S 34,9°E/-7,600000 34,900000     | 49            | Marcjanus Kapella          |
| Vallis Inghirami   | ☾ 43,8°S 72,2°W/-43,800000 -72,200000  | 148           | Giovanni Inghirami         |
| Vallis Palitzsch   | ☾ 26,4°S 64,3°E/-26,400000 64,300000   | 132           | Johann Palitzsch           |
| Vallis Planck      | ☾ 58,4°S 126,1°E/-58,400000 126,100000 | 451           | Max Planck                 |
| Vallis Rheita      | ☾ 42,5°S 51,5°E/-42,500000 51,500000   | 445           | Anton Maria Schyrleus      |
| Vallis Schrödinger | ☾ 67,0°S 105,0°E/-67,000000 105,000000 | 310           | Erwin Schrödinger          |
| Vallis Schröteri   | ☾ 26,2°N 50,8°W/26,200000 -50,800000   | 168           | Johann Hieronymus Schröter |
| Vallis Snellius    | ☾ 31,1°S 56,0°E/-31,100000 56,000000   | 592           | Willebrord Snell           |